# Gaggiolo
Der Gaggiolo, auch Lanza, Ranza, Morea oder Clivio, ist ein 22 km langer Nebenfluss der Olona im Kanton Tessin und in der Lombardei. Der Fluss entspringt am Monte San Giorgio in der Schweiz. Danach durchfließt er Meride, Tremona und Arzo. Bei Saltrio überquert er die Grenze und fließt jetzt auf italienischem Gebiet. Bei Stabio fließt er dann kurz wieder auf Schweizer Boden. Danach passiert er wieder die Grenze und mündet bei Malnate in die Olona.